# حاج کریم
حاج کریم یک منطقهٔ مسکونی در ایران است که در دهستان هویزه واقع شده‌است. حاج کریم ۱۴۷ نفر جمعیت دارد.